# Festival di Sanremo 1969
Il diciannovesimo Festival di Sanremo si svolse al Salone delle feste del Casinò di Sanremo dal 30 gennaio al 1º febbraio 1969 con la conduzione di Nuccio Costa affiancato da Gabriella Farinon.
Le serate di giovedì e venerdì furono trasmesse in radio dal Secondo programma e in televisione dal Secondo canale mentre la finale andò in onda in radio sul Primo programma e in televisione sul Programma Nazionale.
Fu un'edizione che risentiva del clima sessantottino: infatti, a parte minacciate manifestazioni, più che altro sporadiche dimostrazioni, vi fu uno sciopero della fame da parte di tre studenti che usarono la pubblicità del Festival per richiamare l'attenzione sui quartieri cittadini poveri da riqualificare e un Controfestival organizzato da Dario Fo e Franca Rame che si tenne nei giardini di Villa Ormond e che fu contestato da sinistra perché considerato borghese e salottiero. La contromanifestazione, organizzata anche con il supporto del Partito Comunista Italiano, non ebbe particolare successo a causa della disorganizzazione, ma inizialmente impensierì non poco gli organizzatori del Festival, i quali, per evitare incidenti in diretta ripresi dalle telecamere, ipotizzarono di tenere la gara canora nel pomeriggio e di mandare in serata in tv le immagini registrate. Tra i primi ad aderire all'invito di Fo e Rame vi fu Sergio Endrigo, che venne però fermato dall'organizzatore Ezio Radaelli in quanto, come partecipante alla gara ufficiale, gli era vietato per regolamento di prendere parte a spettacoli di qualsiasi tipo.
Vincitori del Festival furono Bobby Solo e Iva Zanicchi con la canzone Zingara, divenuta poi un evergreen della musica italiana, specialmente nella versione di quest'ultima.
Dopo due partecipazioni consecutive come autore (Non prego per me nel 1967 e La farfalla impazzita nel 1968), Lucio Battisti esordì come interprete in quella che fu la sua prima e unica apparizione in gara al Festival, con la canzone Un'avventura, eseguita in abbinamento con Wilson Pickett. 
Tra gli esordienti Rosanna Fratello, chiamata dalla casa discografica a sostituire Anna Identici che aveva dato forfait pochi giorni prima della manifestazione.
A marzo 2025 si posiziona al 18° posto tra le edizioni sanremesi con il maggior numero di copie certificate secondo i dati FIMI.

## Partecipanti

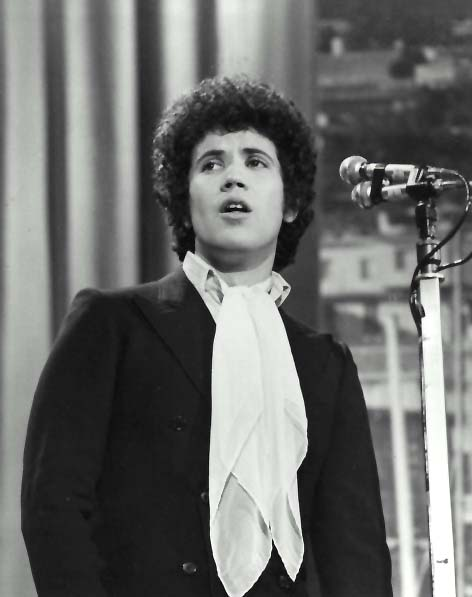
Lucio Battisti al Festival

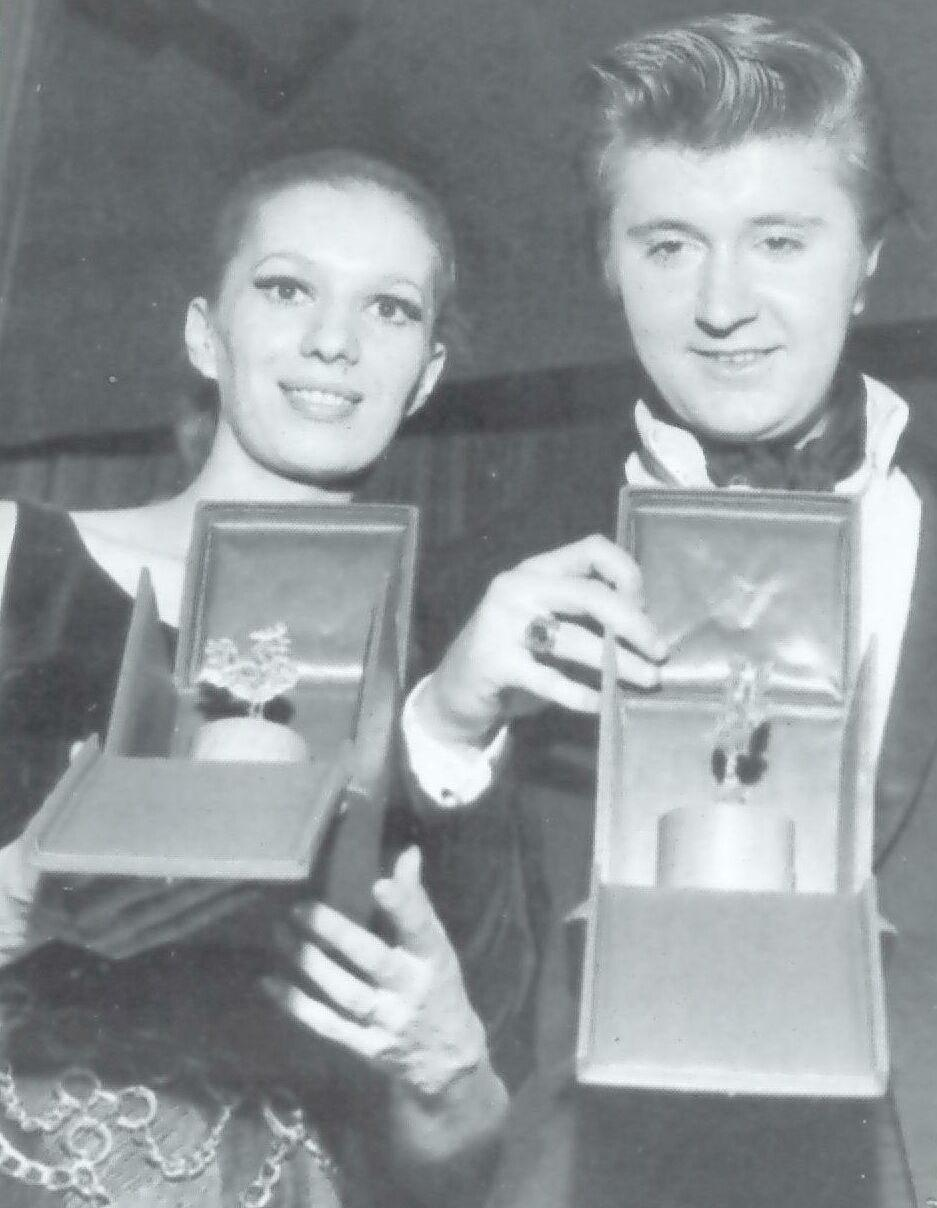
Bobby Solo e Iva Zanicchi mostrano il premio vinto

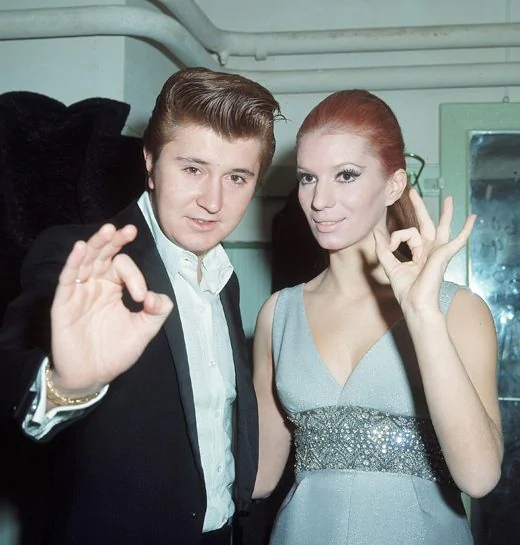
Una foto a colori dei vincitori del Festival

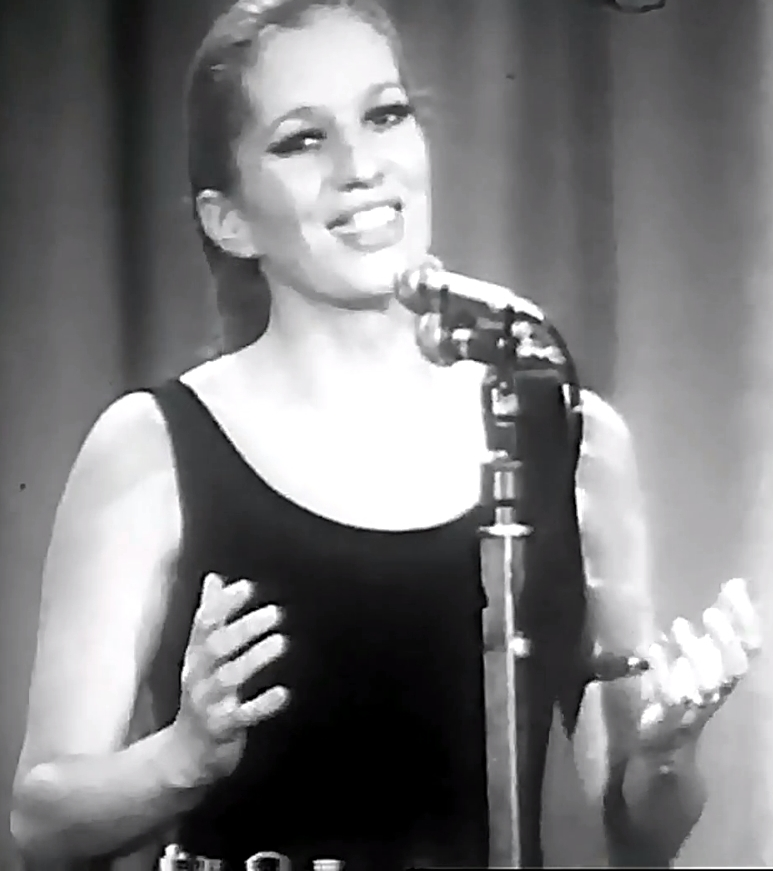
Iva Zanicchi mentre canta Zingara

| Interprete             | Ultime partecipazioni al Festival |
| ---------------------- | --------------------------------- |
| Alessandra Casaccia    | Esordiente                        |
| Antoine                | 1968                              |
| Armando Savini         | Esordiente                        |
| Bobby Solo             | 1967                              |
| Brenton Wood           | Esordiente                        |
| Carmen Villani         | 1967                              |
| Caterina Caselli       | 1967                              |
| Checco                 | 1968 (come membro de I Giganti)   |
| Claudio Villa          | 1967                              |
| Dik Dik                | Esordienti                        |
| Don Backy              | 1967                              |
| Elio Gandolfi          | 1968                              |
| Fausto Leali           | 1968                              |
| France Gall            | Esordiente                        |
| Gabriella Ferri        | Esordiente                        |
| Gigliola Cinquetti     | 1968                              |
| Isabella Iannetti      | Esordiente                        |
| Iva Zanicchi           | 1968                              |
| Johnny Dorelli         | 1968                              |
| Junior Magli           | Esordiente                        |
| Leonardo               | Esordiente                        |
| Little Tony            | 1968                              |
| Lucio Battisti         | Esordiente                        |
| Mal                    | Esordiente                        |
| Mario Zelinotti        | 1967                              |
| Mary Hopkin            | Esordiente                        |
| Massimo Ranieri        | 1968                              |
| Memo Remigi            | 1967                              |
| Milva                  | 1968                              |
| Mino Reitano           | 1967                              |
| Nada                   | Esordiente                        |
| New Trolls             | Esordienti                        |
| Orietta Berti          | 1968                              |
| Riccardo Del Turco     | Esordiente                        |
| Rita Pavone            | Esordiente                        |
| Robertino              | 1965                              |
| Rocky Roberts          | Esordiente                        |
| Rosanna Fratello       | Esordiente                        |
| Sergio Endrigo         | 1968                              |
| Sonia                  | Esordiente                        |
| Stevie Wonder          | Esordiente                        |
| The Casuals            | Esordienti                        |
| The Rokes              | 1968                              |
| The Showmen            | Esordienti                        |
| The Sweet Inspirations | Esordienti                        |
| Tony Del Monaco        | 1968                              |
| Wilma Goich            | 1968                              |
| Wilson Pickett         | 1968                              |

## Classifica, canzoni e cantanti
| Posizione | Interprete                           | Canzone                               | Autori                                                    | Voti ricevuti |
| --------- | ------------------------------------ | ------------------------------------- | --------------------------------------------------------- | ------------- |
| 1º        | Bobby Solo - Iva Zanicchi            | Zingara                               | L. Albertelli e E. Riccardi                               | 237           |
| 2º        | Sergio Endrigo - Mary Hopkin         | Lontano dagli occhi                   | S. Bardotti, S. Endrigo e L. Bacalov                      | 228           |
| 3º        | Don Backy - Milva                    | Un sorriso                            | A. Caponi e D. Mariano                                    | 178           |
| 4º        | Fausto Leali - Tony Del Monaco       | Un'ora fa                             | L. Beretta, E. Parazzini e G. Intra                       | 154           |
| 5º        | Nada - The Rokes                     | Ma che freddo fa                      | F. Migliacci e C. Mattone                                 | 141           |
| 6º        | Gigliola Cinquetti - France Gall     | La pioggia                            | D. Pace, G. Argenio, C. Conti e M. Panzeri                | 116           |
| 7º        | Mal - The Showmen                    | Tu sei bella come sei                 | G. Cassia, S. Bardotti, M. Marrocchi e M. Vicari          | 93            |
| 8º        | Caterina Caselli - Johnny Dorelli    | Il gioco dell'amore                   | F. Migliacci e I. Callegari                               | 86            |
| 9º        | Lucio Battisti - Wilson Pickett      | Un'avventura                          | Mogol e L. Battisti                                       | 69            |
| 10º       | Orietta Berti - Massimo Ranieri      | Quando l'amore diventa poesia         | Mogol e P. Soffici                                        | 63            |
| 11º       | Carmen Villani - Alessandra Casaccia | Piccola piccola                       | V. Buonassisi, G. Bertero, M. Marini e A. Valleroni       | 59            |
| 12º       | Little Tony - Mario Zelinotti        | Bada bambina                          | F. Migliacci e B. Zambrini                                | 54            |
| 13º       | Rita Pavone - Dik Dik                | Zucchero                              | Mogol, L. Clausetti, R. Soffici, P. Soffici e R. Guscelli | 53            |
| 14º       | Riccardo Del Turco - Antoine         | Cosa hai messo nel caffè?             | G. Bigazzi, R. Del Turco e G.P Reverberi                  | 29            |
| NF        | Junior Magli - The Casuals           | Alla fine della strada                | D. Pace, M. Panzeri e L. Pilat                            |               |
| NF        | Wilma Goich - The Sweet Inspirations | Baci baci baci                        | S. Bardotti e F. Bracardi                                 |               |
| NF        | Checco - Elio Gandolfi               | Il sole è tramontato                  | R. Pradella, C. Marsella, R. Nisi e G. Moschini           |               |
| NF        | Rosanna Fratello - Brenton Wood      | Il treno                              | V. Pallavicini e E. Isola                                 |               |
| NF        | New Trolls - Leonardo                | Io che ho te                          | G. D'Adamo, V. De Scalzi e N. Di Palo                     |               |
| NF        | Robertino - Rocky Roberts            | Le belle donne                        | V. Pallavicini, G. Conte e M. Virano                      |               |
| NF        | Mino Reitano - Claudio Villa         | Meglio una sera (Piangere da solo)    | N. Salerno, A. Salerno, F. Reitano e M. Reitano           |               |
| NF        | Armando Savini - Sonia               | Non c'è che lei - Non c'è che lui     | M. Terzi e C. A. Rossi                                    |               |
| NF        | Gabriella Ferri - Stevie Wonder      | Se tu ragazzo mio - Se tu ragazza mia | V. Ferri, G. Ferri e P. Pintucci                          |               |
| NF        | Memo Remigi - Isabella Iannetti      | Una famiglia                          | A. Testa e M. Remigi                                      |               |

## Regolamento
Le canzoni scelte dalla Commissione Speciale furono 24 su una base di centinaia di canzoni. I brani furono ascoltati e suddivisi in 12 per le prime due serate. Vennero selezionate sette canzoni la prima e sette la seconda serata che andarono in finale. Le 14 canzoni poi furono esaminate da 21 giurie composte da 25 persone. I giurati si formarono grazie alla collaborazione dei quotidiani italiani, i quali, attraverso un tagliando pubblicato, sorteggiarono i lettori che avevano aderito e spedito il bigliettino pubblicato dai giornali giorni prima.
Furono inviati per conto delle case discografiche dei "visitatori" nelle sedi delle giurie, per semplici controlli, col beneplacito del Patron del Festival, Ezio Radaelli.

## Orchestra
Orchestra diretta dai maestri: Renato Angiolini, Willy Brezza, Mario Capuano, Franco Cassano, Giancarlo Chiaramello, Ruggero Cini, John Fiddy, Angelo Giacomazzi, Gianfranco Intra, Gene Kee, Guido Lamorgese, Ezio Leoni, Mario Magenta, Detto Mariano, Natale Massara, Gianfranco Monaldi, Iller Pattacini, Piero Pintucci, Gian Piero Reverberi, Massimo Salerno, Piero Soffici, Vito Tommaso, Hall Winn. Coro i 4 + 4 di Nora Orlandi

## Sigla
Per la prima volta viene utilizzata una colonna sonora al Festival ed è "La canzone portafortuna" di Tony Renis e Lara Saint Paul.

## Serate

### Prima serata
Si esibiscono 12 canzoni a doppia interpretazione. Le 7 più votate passano alla serata finale.
     Accedono alla finale
| Ordine di uscita | Artista            | Brano                              |   |                |              |
| ---------------- | ------------------ | ---------------------------------- | - | -------------- | ------------ |
| Ordine di uscita | Artista            | Brano                              | 1 | Lucio Battisti | Un'avventura |
| 4                | Wilson Pickett     |                                    |   |                | Un'avventura |
| 2                | Riccardo Del Turco | Cosa hai messo nel caffè?          |   |                |              |
| 5                | Antoine            | Cosa hai messo nel caffè?          |   |                |              |
| 3                | The Showmen        | Tu sei bella come sei              |   |                |              |
| 6                | Mal                | Tu sei bella come sei              |   |                |              |
| 7                | Mino Reitano       | Meglio una sera (piangere da solo) |   |                |              |
| 10               | Claudio Villa      | Meglio una sera (piangere da solo) |   |                |              |
| 8                | Dik Dik            | Zucchero                           |   |                |              |
| 11               | Rita Pavone        | Zucchero                           |   |                |              |
| 9                | Checco             | Il sole è tramontato               |   |                |              |
| 12               | Elio Gandolfi      | Il sole è tramontato               |   |                |              |
| 13               | Don Backy          | Un sorriso                         |   |                |              |
| 16               | Milva              | Un sorriso                         |   |                |              |
| 14               | Nada               | Ma che freddo fa                   |   |                |              |
| 17               | The Rokes          | Ma che freddo fa                   |   |                |              |
| 15               | Junior Magli       | Alla fine della strada             |   |                |              |
| 18               | The Casuals        | Alla fine della strada             |   |                |              |
| 19               | New Trolls         | Io che ho te                       |   |                |              |
| 22               | Leonardo           | Io che ho te                       |   |                |              |
| 20               | Robertino          | Le belle donne                     |   |                |              |
| 23               | Rocky Roberts      | Le belle donne                     |   |                |              |
| 21               | Gigliola Cinquetti | La pioggia                         |   |                |              |
| 24               | France Gall        | La pioggia                         |   |                |              |

### Seconda serata
Si esibiscono le restanti 12 canzoni a doppia interpretazione. Le 7 più votate passano alla serata finale.
     Accedono alla finale
| Ordine di uscita | Artista                | Brano                         |   |             |                |
| ---------------- | ---------------------- | ----------------------------- | - | ----------- | -------------- |
| Ordine di uscita | Artista                | Brano                         | 1 | Wilma Goich | Baci baci baci |
| 4                | The Sweet Inspirations |                               |   |             | Baci baci baci |
| 2                | Memo Remigi            | Una famiglia                  |   |             |                |
| 5                | Isabella Iannetti      | Una famiglia                  |   |             |                |
| 3                | Gabriella Ferri        | Se tu ragazzo mio             |   |             |                |
| 6                | Stevie Wonder          | Se tu ragazzo mio             |   |             |                |
| 7                | Fausto Leali           | Un'ora fa                     |   |             |                |
| 10               | Tony Del Monaco        | Un'ora fa                     |   |             |                |
| 8                | Sonia                  | Non c'è che lei               |   |             |                |
| 11               | Armando Savini         | Non c'è che lei               |   |             |                |
| 9                | Bobby Solo             | Zingara                       |   |             |                |
| 12               | Iva Zanicchi           | Zingara                       |   |             |                |
| 13               | Carmen Villani         | Piccola piccola               |   |             |                |
| 16               | Alessandra Casaccia    | Piccola piccola               |   |             |                |
| 14               | Rosanna Fratello       | Il treno                      |   |             |                |
| 17               | Brenton Wood           | Il treno                      |   |             |                |
| 15               | Sergio Endrigo         | Lontano dagli occhi           |   |             |                |
| 18               | Mary Hopkin            | Lontano dagli occhi           |   |             |                |
| 19               | Caterina Caselli       | Il gioco dell'amore           |   |             |                |
| 22               | Johnny Dorelli         | Il gioco dell'amore           |   |             |                |
| 20               | Orietta Berti          | Quando l'amore diventa poesia |   |             |                |
| 23               | Massimo Ranieri        | Quando l'amore diventa poesia |   |             |                |
| 21               | Little Tony            | Bada bambina                  |   |             |                |
| 24               | Mario Zelinotti        | Bada bambina                  |   |             |                |

### Terza serata - Finale
Si esibiscono tutte le 14 canzoni passate in finale, tutte a doppia interpretazione. Viene decretata la classifica ed il vincitore.
- Vincitore
- Secondo classificato
- Terzo classificato
- Quarto classificato
- Quinto classificato

| Ordine di uscita | Artista             | Brano                         | Voti terza serata | Posizione |
| Ordine di uscita | Artista             | Brano                         | Giornali          | Posizione |
| ---------------- | ------------------- | ----------------------------- | ----------------- | --------- |
| 1                | Little Tony         | Bada bambina                  | 54                | 12º posto |
| 15               | Marino Zelinotti    | Bada bambina                  | 54                | 12º posto |
| 2                | Bobby Solo          | Zingara                       | 237               | 1º posto  |
| 16               | Iva Zanicchi        | Zingara                       | 237               | 1º posto  |
| 3                | Don Backy           | Un sorriso                    | 178               | 3º posto  |
| 17               | Milva               | Un sorriso                    | 178               | 3º posto  |
| 4                | Orietta Berti       | Quando l'amore diventa poesia | 63                | 10º posto |
| 18               | Massimo Ranieri     | Quando l'amore diventa poesia | 63                | 10º posto |
| 5                | Nada                | Ma che freddo fa              | 141               | 5º posto  |
| 19               | The Rokes           | Ma che freddo fa              | 141               | 5º posto  |
| 6                | Gigliola Cinquetti  | La pioggia                    | 116               | 6º posto  |
| 20               | France Gall         | La pioggia                    | 116               | 6º posto  |
| 7                | Caterina Caselli    | Il gioco dell'amore           | 86                | 8º posto  |
| 21               | Johnny Dorelli      | Il gioco dell'amore           | 86                | 8º posto  |
| 8                | Rita Pavone         | Zucchero                      | 53                | 13º posto |
| 22               | Dik Dik             | Zucchero                      | 53                | 13º posto |
| 9                | Fausto Leali        | Un'ora fa                     | 154               | 4º posto  |
| 23               | Tony Del Monaco     | Un'ora fa                     | 154               | 4º posto  |
| 10               | Lucio Battisti      | Un'avventura                  | 69                | 9º posto  |
| 24               | Wilson Pickett      | Un'avventura                  | 69                | 9º posto  |
| 11               | Riccardo Del Turco  | Cosa hai messo nel caffè      | 29                | 14º posto |
| 25               | Antoine             | Cosa hai messo nel caffè      | 29                | 14º posto |
| 12               | Sergio Endrigo      | Lontano dagli occhi           | 228               | 2º posto  |
| 26               | Mary Hopkin         | Lontano dagli occhi           | 228               | 2º posto  |
| 13               | Carmen Villani      | Piccola piccola               | 59                | 11º posto |
| 27               | Alessandra Casaccia | Piccola piccola               | 59                | 11º posto |
| 14               | The Showmen         | Tu sei bella come sei         | 93                | 7º posto  |
| 28               | Mal                 | Tu sei bella come sei         | 93                | 7º posto  |

## Piazzamenti in classifica dei singoli[5]
| Interprete         | Singolo                            | Pos. max. |
| ------------------ | ---------------------------------- | --------- |
| Bobby Solo         | Zingara                            | 1         |
| Nada               | Ma che freddo fa                   | 1         |
| Gigliola Cinquetti | La pioggia                         | 2         |
| Little Tony        | Bada bambina                       | 2         |
| Mal                | Tu sei bella come sei              | 3         |
| Fausto Leali       | Un'ora fa                          | 5         |
| Don Backy          | Un sorriso                         | 7         |
| Rita Pavone        | Zucchero                           | 8         |
| Caterina Caselli   | Il gioco dell'amore                | 14        |
| Lucio Battisti     | Un'avventura                       | 14        |
| Sergio Endrigo     | Lontano dagli occhi                | 18        |
| Mino Reitano       | Meglio una sera (piangere da solo) | 20        |
| Orietta Berti      | Quando l'amore diventa poesia      | 23        |
| Carmen Villani     | Piccola piccola                    | 26        |
| New Trolls         | Io che ho te                       | 26        |
| Riccardo Del Turco | Cosa hai messo nel caffè?          | 29        |
| Rosanna Fratello   | Il treno                           | 37        |

## Organizzazione e direzione artistica
Ezio Radaelli